# Sveti Abo
Sveti Abo (gru. აბო თბილელი, arap. أبو التفليسي, Bagdad, oko 756. – Tbilisi, 6. siječnja 786.), kršćanski mučenik i svetac zaštitnik Tbilisija, glavnog grada Gruzije.

## Život
Iračko-arapskom podjelom, Sveti Abo rodio se i odrastao u Bagdadu, među Arapima islamske vjeroispovijesti. U dobi od sedamnaest ili osamnaest godina, našao su u Tbilisiju, nakon što je slijedio gruzijskog princa Nersesa, glavara Kartlija, koji je za klevetanje kalifata, proveo tri godine u zatočeništvu. Abo je po struci bio pomastar, a nadaleko je bio poznat kao dobar izrađivač masti i parfema, zahvaljujući dobroj izobrazbi iz kemije. Dolaskom u regiju Kartli na istoku Gruzije počeo se zanimati za kršćanstvo, a nakon brojnih razgovora s gruzijskim svećenicima i samim Kartlijskim biskupom, počeo je sve više vjerovati da je istina u kršćanstvu. Budući da je istočna Gruzija bila pod arapskom vlašću, nije odmah prešao na kršćanstvo, nego napustio islamski običaj molitve pet puta dnevno i počeo se moliti na kršćanski način. Zbog političkih razloga, njegov vladar je morao potražiti utočište kod Hazara sjeverno od Kaspijskog mora, područja slobodnog od islamske kontrole. Od Hazara se Nerses, zajedno sa svetim Abom, preselio u Abhaziju, koja je također bila slobodna od islamske vlasti. Tu u Abhaziji je sveti Abo revno slijedio kršćanski život, molitvu i pomaganje siromašnima i ranjenima u borbama, pripremajući se za buduće misije. Princ Nerses i njegovo izaslanstvo vratili su se u Tbilisi 782. godine, a sveti Abo je, bez obzira na upozorenja da odlaskom u Tbilisi riskira svoj život, otišao zajedno s njima. Već tijekom puta imao je više prijetnji i napada, ali je nastavio putovati u Tbilisi. Za tri godine sveti Abo je otvoreno priznao svoju kršćansku vjeru, i na ulicama Tbilsija je otvoreno propovijedao kršćanski nauk, ohrabrivao i pomogao kršćanima u gradu i pokušavao preobratiti svoje arapske sunarodnjake. 786. je uhićen radi izdaje svoje vjere. Iako ga je sudac pokušao uvjeriti da se vrati vjeri u kojoj je rođen, sveti Abo je priznao svoju vjeru i odbio sučeve ponude. Nakon teškog mučenja umro je 6. siječnja 786.
Ioane Sabanisdze, gruzijski vjerski pisac i suvremenik svetog Abe, sastavio je život mučenika u svom hagiografskom romanu "Mučeništvo svetog Abe".